# Satish Manwar
Satish Manwar est un auteur de théâtre et un réalisateur indien.
Satish Manwar a fait ses études au Center for Performing Arts de l’Université de Pune en Inde. Il a écrit, produit et réalisé des pièces de théâtre pour le groupe Lalit Mumbai. Il a été assistant sur plusieurs courts métrages et a réalisé un court métrage.
Maudite pluie ! est son premier long métrage.

## Filmographie
- 2009 Maudite pluie ! (Gabhricha Paus)

## Récompenses et sélections
- Maudite pluie !
  - Grand prix du jury au 16e FICA de Vesoul
  - Festival du film asiatique de Deauville 2011 : projeté dans la section Panorama